# Чивало
Чива́ло (англ. Chiwalo) — традиційна громада у складі дистрикту Мачинга Південного регіону Малаві.
Населення — 13149 осіб (2018).